# Homininae
Homininae – podrodzina ssaków naczelnych z rodziny człowiekowatych (Hominidae).

## Podział systematyczny
Do podrodziny należą następujące współcześnie występujące plemiona:
- Gorillini Frechkop, 1943
- Hominini J.E. Gray, 1825

Wymarłe taksony bazalne:
- Chororapithecus Suwa, Kono, Katoh, Asfaw & Beyene, 2007[5] – jedynym przedstawicielem był Chororapithecus abyssinicus Suwa, Kono, Katoh, Asfaw & Beyene, 2007
- Nakalipithecus Kunimatsu, Nakatsukasa, Sawada, Sakai, M. Hyodo, H. Hyodo, Itaya, Nakaya, Saegusa, Mazurier, Saneyoshi, Tsujikawa, Yamamoto & Mbua, 2007[6] – jedynym przedstawicielem był Nakalipithecus nakayamai Kunimatsu, Nakatsukasa, Sawada, Sakai, M. Hyodo, H. Hyodo, Itaya, Nakaya, Saegusa, Mazurier, Saneyoshi, Tsujikawa, Yamamoto & Mbua, 2007

Wymarły takson o statusie incertae sedis:
- Anadoluvius Sevim-Erol, Begun, Sözer, Mayda, van den Hoek Ostende, R.M.G. Martin & Alçiçek, 2023[7] – jedynym przedstawicielem był Anadoluvius turkae (Güleç, Sevim, Pehlevan & Kaya, 2007)